# Luxemburgische Badmintonmeisterschaft 2018
Die Luxemburgische Badmintonmeisterschaft 2018 fand vom 3. bis zum 4. Februar 2018 in Bettembourg statt. 

## Medaillengewinner
| Disziplin    | Gold                          | Silber                      | Bronze                              |
| ------------ | ----------------------------- | --------------------------- | ----------------------------------- |
| Herreneinzel | Robert Mann                   | Mattias Sonderskov          | Juno Thomas                         |
| Herreneinzel | Robert Mann                   | Mattias Sonderskov          | Nico Fiorino                        |
| Dameneinzel  | Elena Nozdran                 | Tessy Aulner                | Zoé Sinico                          |
| Dameneinzel  | Elena Nozdran                 | Tessy Aulner                | Julie Aulner                        |
| Herrendoppel | Robert Mann Mike Vallenthini  | Yann Hellers Maxime Szturma | Mattias Sonderskov Juno Thomas      |
| Herrendoppel | Robert Mann Mike Vallenthini  | Yann Hellers Maxime Szturma | Yves Hoffmann Daniel Kirschenbilder |
| Damendoppel  | Julie Aulner Tessy Aulner     | Marie Goedert Annick Weides | Lisa Maria Jungerwirth Zoé Sinico   |
| Damendoppel  | Julie Aulner Tessy Aulner     | Marie Goedert Annick Weides | Aude Meyer Carole Wagener           |
| Mixed        | Mike Vallenthini Tessy Aulner | Juno Thomas Elena Nozdran   | Yann Hellers Julie Aulner           |
| Mixed        | Mike Vallenthini Tessy Aulner | Juno Thomas Elena Nozdran   | Yves Hoffmann Aude Meyer            |